# Herbert Meyer (Diplomat)
Herbert Meyer (* 6. November 1912 in Hamburg; † 2. November 1983) war ein Außenhandelspolitiker der DDR. Er war Generaldirektor der Kammer für Außenhandel und des Amtes für Außenwirtschaftsbeziehungen der DDR.

## Leben
Meyer war im Zweiten Weltkrieg Soldat und geriet in sowjetische Kriegsgefangenschaft. In der Gefangenschaft schloss er sich dem Nationalkomitee Freies Deutschland an.
Nach seiner Rückkehr 1946 in die SBZ wurde er Mitglied der SED. Meyer war Mitbegründer und bis 1950 Leiter des Industriekontors Mecklenburg. Anschließend war er am Aufbau der Vereinigung Volkseigener Erfassungs- und Aufkaufbetriebe (VVEAB) in Berlin beteiligt und als Geschäftsführer für den Aufkauf pflanzlicher Erzeugnisse verantwortlich.
Von 1951 bis 1955 leitete er die Hauptabteilung Westliches Ausland im Ministerium für Außenhandel und Innerdeutschen Handel (MAI). Am 12. Oktober 1954 wurde er als stellvertretender Minister für Außenhandel und Innerdeutschen Handel in Neu-Delhi vom indischen Ministerpräsidenten Jawaharlal Nehru empfangen. Am 15. Oktober 1954 unterzeichnete er in Neu-Delhi ein Warenabkommen der DDR mit Indien und vereinbarte die Errichtung einer Handelsvertretung der DDR in Bombay mit einer Agentur in Kalkutta. Im August 1955 wurde er von Minister Heinrich Rau zum Handelsrat und ersten Leiter der Handelsvertretung der DDR in Indien berufen. Diese Funktion übte er bis April 1958 aus. Von 1958 bis 1961 war er als Generalsekretär der Gesellschaft für kulturelle Verbindungen mit dem Ausland tätig. Von 1962 bis 1968 war er Hauptabteilungsleiter im MAI und gehörte dem Präsidium der Deutsch-Arabischen- sowie der Deutsch-Nordischen Gesellschaft an. Ab 1961 war er auch Vizepräsident der Deutsch-Lateinamerikanischen Gesellschaft. 1968 fungierte er als Generaldirektor der Transinter-Außenhandelsvertretung, 1969 als Generaldirektor der Kammer für Außenhandel und von 1970 bis 1979 als Generaldirektor des Amtes für Außenwirtschaftsbeziehungen.

## Auszeichnungen
- Vaterländischer Verdienstorden in Silber (1958) und in Gold (1977)

## Werke
- Die Perspektiven unseres Handels mit der Republik Indien. In: Deutsche Außenpolitik, 5/6 (1956), S. 167ff.